# Eon Productions
Eon Productions Ltd. је британска продукцијска кућа која продуцира филмску серију Џејмс Бонд. Седиште се налази у лондонском Пикадилију.

## Филмови о Бонду
Филмови о Бонду које је продуцирао Eon Productions су:
1. Доктор Но (1962)
2. Из Русије с љубављу (1963)
3. Голдфингер (1964)
4. Операција Гром (1965)
5. Само двапут се живи (1967)
6. У служби Њеног величанства (1969)
7. Дијаманти су вечни (1971)
8. Живи и пусти друге да умру (1973)
9. Човек са златним пиштољем (1974)
10. Шпијун који ме је волео (1977)
11. Операција Свемир (1979)
12. Само за твоје очи (1981)
13. Октопуси (1983)
14. Поглед на убиство (1985)
15. Дах смрти (1987)
16. Дозвола за убијање (1989)
17. Златно око (1995)
18. Сутра не умире никад (1997)
19. Свет није довољан (1999)
20. Умри други пут (2002)
21. Казино Ројал (2006)
22. Зрно утехе (2008)
23. Скајфол (2012)
24. Спектра (2015)
25. Није време за умирање (2021)